# Aeroporto Plínio Alarcon
O Aeroporto Municipal Plínio Alarcon é um aeroporto situado na cidade de Três Lagoas, em Mato Grosso do Sul, e possui capacidade para aeronaves de grande porte. O aeroporto é um modal logístico de transporte aéreo de passageiros que serve a cidade de Três Lagoas e região, cuja homologação ocorreu no ano de 2013 pela Anac.
Em um estudo recente divulgado dia 17 de setembro de 2014 na Airport Infra Expo & Aviation Expo, em São Paulo, foram listados os 100 aeroportos regionais do Brasil com maior potencial de desenvolvimento. Numa escala que varia entre Muito Alto, Alto, Médio e Baixo desenvolvimento, o aeroporto de Três Lagoas ficou com a classificação de nível "Médio" de desenvolvimento, ficando em sexto lugar na região Centro-oeste. E na classificação geral ficou em 49º lugar, entre os 100 estudados com Índice de Qualidade Mercadológica (IQM) de 27,03 pontos.

## Generalidades
O governador do estado de Mato Grosso do Sul, André Puccinelli assinou no dia 13/06 de 2009 a  ordem de serviço para a reforma do aeroporto um custo de 3,6 milhões, a ordem inclui serviços de adequação de cerca de proteção, instalação de balizamento noturno e implantação de uma unidade do Sescinc (Serviços de Prevenção, Salvamento e Combate a Incêndio em Aeródromos Civis). A abertura da licitação para reestruturação do Aeroporto, autorizada no final do mês de outubro do ano anterior, faz parte do pacote de obras lançado naquela ocasião pelo governador André, num montante de R$ 11 milhões em obras para a cidade, incluindo o aeródromo, que em breve poderá iniciar sua operação regular para receber voos comerciais.
Em 20 de dezembro de 2012 Três Lagoas foi incluída no Programa de Investimentos em Logística: Aeroportos do Governo Federal, um conjunto de medidas para melhorar a qualidade dos serviços e da infraestrutura aeroportuária e ampliar a oferta de transporte aéreo à população brasileira. O aeroporto é um dos nove de Mato Grosso do Sul a serem incluidos no programa.
As reformas no aeroporto foram concluídas em junho de 2013. A companhia aérea que opera no local atualmente (outubro de 2019)  é a Azul Linhas Aéreas, ligando Três Lagoas à cidade de Campinas-SP. As operações são feitas com aeronaves ATR 72-600, com capacidade para 70 passageiros. A Passaredo Linhas Aéreas possuiu, de setembro de 2013 até julho de 2018, rotas ligando a cidade aos aeroportos de Guarulhos, Dourados, Campo Grande e Ribeirão Preto (atual base operacional da companhia). Devido a uma readequação em sua malha, a empresa deixou de operar nesse aeroporto.

### Fatalidades
- No dia 03/07 de 2009 seis homens armados com armas com de calibre 12 renderam os guardas do aeroporto e roubaram uma aeronave de prefixo PT-KQY 182.
- No dia 19/02 de 2010 uma possível pane eletrônica na refrigeração do sistema eletrônico do avião presidencial atrasou a partida do presidente Lula (PT) do aeroporto de Três Lagoas, por volta das 14h . O avião, que não havia saído do chão, estava em processo de aceleração na pista, quando o procedimento de decolagem foi abortado. De acordo com a secretaria de comunicação da Presidência da República, durante a aceleração para a decolagem, o painel da aeronave, um Airbus A319CJ, sinalizou que havia um problema com a refrigeração do sistema eletrônico. Com isso, os pilotos reduziram a velocidade e pararam o avião por alguns minutos, para checar os aparelhos. Após a vistoria, não foi detectado nenhum problema e o avião decolou, com destino à Brasília.
- No dia 24/06, um Bi-motor BE-58 com problemas no trem de pouso fez um pouso forçado. No momento do acidente 4 pessoas estavam na aeronave, que pertencia a uma empresa de Minas Gerais e tinha decolado de Pirapora-MG com destino a Três Lagos. O aeroporto ficou interditado durante toda a manhã.

### Movimento de passageiros
| Ano  | Passageiros |
| ---- | ----------- |
| 2013 | 11.625      |
| 2014 | 98.454      |
| 2015 | 83.138      |
| 2016 | 64.527      |

## Características
- Piso: A
- Sinalização: sim
- Superfície: Asfalto
- Frequência de rádio: 130.250